# Chakal
Chakal ist eine brasilianische Thrash-Metal-Band, die im Jahr 1985 in Belo Horizonte, Minas Gerais, gegründet wurde.

## Geschichte
Die Band wurde Anfang 1985 von Schlagzeuger Willian Wiz, Bassist Destroyer und Gitarrist Mark gegründet. Sänger Sgôto stieß kurze Zeit später hinzu. Zusammen spielten sie auf dem Metal BH II Festival, auf dem auch andere Bands wie Sarcófago oder Sepultura spielten. Es folgten Änderungen in der Besetzung. Die Band spielte weiterhin lokale Konzerte. Vladimir Korg, vorher bei der Band Megathrash tätig, trat der Band als neuer Sänger bei. Später trat auch Gitarrist Pepeu „Necromancer“, vorher auch Mitglied bei Megathrash, der Band bei. Das erste Demo namens Children Sacrifice wurde im Anschluss aufgenommen. Auf dem Demo waren Max „Possessed“ Cavalera (Sepultura) und Silvio SDN (Mutilator) als Gastsänger zu hören. Zudem erschien die Band auch auf dem Split-Album Warfare Noise I (Cogumelo Records, 1986), auf dem auch Mutilator, Sarcófago und Holocausto zu hören waren. Die Besetzung war zu dieser Zeit folgendermaßen: Korg (Gesang), Mark (E-Gitarre), Destroyer (E-Bass), Pepeu (E-Gitarre) und Willian Wiz (Schlagzeug).
Im August 1987 nahm die Band ihr erstes Album in den JG Studios in Belo Horizonte auf. Cogumelo Records veröffentlichte das Album Abominable Anno Domini im Oktober desselben Jahres. Kurz nach den Aufnahmen verließ Gitarrist Pepeu die Band. Im Oktober 1988 begab sich die Band erneut ins Studio, um die EP Living with the Pigs aufzunehmen.
Im April 1989 verließ Sänger Korg die Band, um der Band The Mist beizutreten. Gitarrist Mark, Bassist Mercelo Laranja und Schlagzeuger Wiz waren die verbleibenden Mitglieder.
Im Jahr 1990 veröffentlichte die Band das Album The Man Is His Own Jackal. Die Besetzung bestand aus Marcelo L. (E-Bass, Gesang), Willian Wizz (Schlagzeug), Mark (E-Gitarre) und Eduardo Simões (E-Gitarre). Im Jahr 1991 folgte mit Death Is a Lonely Business das nächste Album.
Die Band begab sich danach in eine längere Ruhepause und bereitete währenddessen Material für ein neues Album von. Sänger Korg war wieder in der Band. Die Gruppe ließ sich durch ein von Sänger Korg geschriebenes Drehbuch sowie durch die Filme Die Nacht der lebenden Toten, Zombie und Zombie 2 inspirieren. Das Album Deadwalk wurde im Jahr 2003 veröffentlicht. Zudem veröffentlichte Cogumelo Records auch eine Sonderedition, auf der neu gemasterte Versionen des Debütalbums Abominable Anno Domini und der EP Living with the Pigs enthalten waren. Nach der Veröffentlichung folgte die Dead Man Walking Tour durch Brasilien.
Im Jahr 2004 nahmen sie das Album Demon King auf. Die Besetzung entsprach fast wieder der Originalbesetzung. Auf dem Album war eine Coverversion von Deaths Evil Dead enthalten.

## Stil
Die Band spielt klassischen, schnellen Thrash Metal. Die Lieder sind in ihrer Struktur sehr einfach gehalten. Das Debütalbum Abominable Anno Domini wurde als „grimmig“, „ziemlich rauh“ und wenig abwechslungsreich beschrieben, das zweite Album Man Is His Own Jackal ist etwas weniger harsch. Death Is a Lonely Business ist bedeutend besser produziert und bietet „eine nette Mischung aus erinnerungswürdigen schweren Stampfern […] und gleichsam stürmenden schnelleren Thrashern […]. Als Ganzes erscheint diese Veröffentlichung auffallend balancierter und unterhaltsamer als die frühere Produktion der Band.“ Mit Demon King kehrte die Band wieder zu ihrem ursprünglichen Thrash-Metal-Stil zurück, ohne auf die technischen Fortschritte zu verzichten und einen so primitiven Stil wie auf den frühen Veröffentlichungen zu spielen; dennoch ist Chakals Stil bereits am Gesang leicht wiederzuerkennen.

## Diskografie
- 1986: Children Sacrifice (Demo, Eigenveröffentlichung)
- 1986: Warfare Noise I (Split-Album mit Mutilator, Sarcófago und Holocausto, Cogumelo Records)
- 1987: Abominable Anno Domini (Album, Cogumelo Records)
- 1988: Living with the Pigs (EP, Cogumelo Records)
- 1990: The Man Is His Own Jackal (Album, Cogumelo Records)
- 1991: Death Is a Lonely Business (Album, Cogumelo Records)
- 2003: Deadland (Album, Cogumelo Records)
- 2004: Demon King (Album, Cogumelo Records)